# Pere Baltà
Pere Baltà i Llopart (Torrelavit, 9 de octubre de 1940) es un político de Cataluña, España. Técnico en Relaciones Públicas, ha trabajado como periodista en diversos diarios y revistas y ha sido empresario de artes gráficas.
Inicialmente fue miembro y dirigente del Partit Socialista de Catalunya-Reagrupament (1976-1978), pero más tarde lo abandonó y se unió a Convergència Democràtica de Catalunya (CDC). Desde entonces ha sido director deneral de la empresa pública Adigsa (1985-1987), director del Servei de Promoció Cultural de la Generalidad de Cataluña (1980-1985) y teniente de alcalde, delegado de urbanismo y portavoz del grupo municipal de Convergència i Unió (CiU) en el ayuntamiento de Prat de Llobregat. También ha sido miembro del Consell Assesor de Cultura Popular de la Generalidad. Fue elegido diputado al Congreso por CiU por la circunscripción electoral de Barcelona en las elecciones generales de 1986, 1989 y 1993.
Es presidente de la Fundación Paco Candel y miembro de La Roda Fundació.